# Вперёд и вверх
Вперёд и вверх — концертный альбом группы Оргия Праведников, выпущен в виде бокс-сета из двух CD и одного DVD. Это второй концертный альбом группы, изданный в виде аудио-записи, четвёртый изданный на видео и первый, изданный на обоих носителях. Альбом является записью концерта-презентации студийного альбома «Для тех, кто видит сны. Vol.1», которая прошла 19 февраля 2010 года в клубе «Точка» в Москве.
Дизайн буклета и обложки выполнил Александр Уткин. Использованы фотографии Кирилла Санталова.

## Список композиций
| №  | Название                                | Длительность | Студийный релиз |
| -- | --------------------------------------- | ------------ | --- |
| 1  | «Вперёд и вверх»                        | 8:07         | Для тех, кто видит сны. Vol.1 (2010)                                                                                        |
| 2  | «The Catcher in the Rye»                | 5:14         | Для тех, кто видит сны. Vol.1 (2010)                                                                                        |
| 3  | «Белое на белом»                        | 3:55         | Для тех, кто видит сны. Vol.1 (2010)                                                                                        |
| 4  | «Огонь и Я»                             | 3:30         | Для тех, кто видит сны. Vol.1 (2010)                                                                                        |
| 5  | «По тонкому льду»                       | 5:49         | Для тех, кто видит сны. Vol.1 (2010)                                                                                        |
| 6  | «Путь во льдах»                         | 5:00         | Для тех, кто видит сны. Vol.1 (2010)                                                                                        |
| 7  | «Дорога Ворона»                         | 5:39         | Для тех, кто видит сны. Vol.1 (2010)                                                                                        |
| 8  | «Гимн»                                  | 6:43         | Для тех, кто видит сны. Vol.1 (2010)                                                                                        |
| 9  | «Скименъ» («Крепка яко смерть любы»)    | 3:55         | Для тех, кто видит сны. Vol.1 (2010)                                                                                        |
| 10 | «Школа мудрости»                        | 4:03         | Для тех, кто видит сны. Vol.1 (2010)                                                                                        |
| 11 | «Королевская свадьба» (короткая версия) | 5:48         | На перекрёстках детства (трибьют-альбом Алексея Рыбникова, 2006, короткая версия) Шитрок (макси-сингл, 2012, полная версия) |
| 12 | «Das boot»                              | 7:32         | Уходящее солнце (2007) |
| 13 | «Млечный путь»                          | 6:01         | Уходящее солнце (2007) |
| 14 | «Сицилийский виноград»                  | 6:45         | Оргия Праведников (макси-сингл, 2000) Уходящее солнце (2007)                                                                |
| 15 | «Убить свою мать»                       | 6:05         | Оргия Праведников (макси-сингл, 2000) Оглашенные, изыдите! (2001)                                                           |
| 16 | «Офис»                                  | 3:58         | Уходящее солнце (2007) |
| 17 | «Армагеддон FM»                         | 6:25         | Уходящее солнце (2007) |
| 18 | «Наша Родина — СССР»                    | 3:38         | Шитрок (макси-сингл, 2012)                                                                                                  |
| 19 | «Последний воин мёртвой земли»          | 6:37         | Последний воин мёртвой земли (сингл, 2003)                                                                                  |
| 20 | «Туркестанский экспресс»                | 10:49        | Оглашенные, изыдите! (2001)                                                                                                 |

## Участники записи
Группа «Оргия Праведников»:
- Сергей Калугин — акустическая гитара, вокал, бэк-вокал («Скименъ»)
- Алексей Бурков — электрогитара, бэк-вокал
- Юрий Русланов — флейты, клавишные, бэк-вокал
- Артемий Бондаренко — бас-гитара, клавишные, вокал («Скименъ»), бэк-вокал
- Александр Ветхов — ударные

А также:
- Ирина Вылегжанина — виолончель
- Елена Юркина — бэк-вокал (сопрано)
- Александр Миткевич — труба

- Сразу после презентации альбома его видеочасть (в формате DVD) была с согласия группы выложена на торрент-трекер RuTracker.org.[2]
- Единственная песня, которая вошла как во «Вперёд и вверх», так и в предыдущий концертный альбом группы (Кораблик) — это «Последний воин мёртвой земли», которая ни на одном из студийных альбомов не издавалась.